# Lyes Saker
Lyes Saker (arab. ‏ليس صقر‎; ur. 17 maja 1987) – algierski judoka.
Uczestnik mistrzostw świata w 2009. Piąty na igrzyskach śródziemnomorskich w 2013. Triumfator igrzysk afrykańskich w 2011. Brązowy medalista mistrzostw Afryki w 2012. Wicemistrz igrzysk panarabskich w 2011 roku.